# Жирарде, Эдуард
Эдуард-Анри Жирарде (фр. Édouard-Henri Girardet; 21 июля 1819, Ле-Локль, кантон Невшатель, Швейцария — 5 января 1880, Версаль) — франко-швейцарский живописец-акварелист бытового жанра, гравёр, иллюстратор, мастер репродукционных гравюр.

## Биография
Эдуард-Анри Жирарде родился в Ле-Локле (швейцарский кантон Невшатель), 30 или 31 июля 1819 года. Известными художниками были его дядя Абрахам (1764—1723), отец Шарль-Самуэль (1780—1863) и братья Шарль (1813—1871) и Поль (1821—1893).
Эдуард-Анри с девяти лет осваивал технику гравюры по дереву. Он начал своё обучение в Школе изящных искусств в Париже очень рано, но профессии художника его обучал главным образом его брат Шарль.
В 1836 году Эдуарда Жирарде пригласили работать в качестве рисовальщика иллюстраций для издания Гавара «Исторические галереи Версаля», работа, которая занимала его с перерывами до 1848 года. Он дебютировал в Парижском салоне 1839 года и выставлял там свои картины и гравюры до 1876 года.
Жирарде неоднократно приезжал в Швейцарию, в частности в Бринц, где оставался в течение нескольких лет и где написал большое количество картин, которые появлялись в Парижском салоне и на выставках Друзей Искусств Невшателя. Почти все они вдохновлены сценами из жизни бернских крестьян. Благодаря многочисленным репродукционным гравюрам и литографиям его картины приобрели большую популярность. Эдуард Жирарде также сам много занимался гравюрой, в частности в крайне трудоёмкой и сложной технике меццо-тинто.
- Мать с двумя детьми в снежном лесу. 1850. Бумага, акварель. Частное собрание
- Въезд в город. До 1880. Бумага, акварель. Частное собрание
- Защитник короны. Ок. 1846. Холст, масло. Музей изящных искусств, Каркасон
- Горные крестьяне. 1880
- Сценка с обезьянкой. 1871. Бумага, акварель

Наиболее известные репродукционные гравюры Эдуарда Жирарде:
- Четыре эпизода страстей Христовых («Страстная Пятница», «Богоматерь, лишившаяся чувств», «Возвращение с Голгофы» и «Богоматерь, созерцающая терновый венец») по картинам П. Делароша,
- Жирондисты. По ригиналу П. Делароша,
- Рафаэль в своей мастерской. По картине Ш. Жалабера,
- Мольер у Людовика XIV. По картине Ж.-Л. Жерома,
- Бракосочетание Генриха IV. По оригиналу Лешевалье-Шевиньяра,
- Испанская свадьба. По картине М. Фортуни.